# Декларация от Бреда
Декларацията от Бреда (Declaration of Breda) се нарича заявлението, с което на 4 април 1660 г. Чарлз II обявява намеренията си при евентуално завръщане като крал на Англия. Тя става основа на последвалата реставрация на Стюартите.

## Историческа ситуация
След осем години изгнаничество Чарлз се озовава в Брюксел, Испанска Нидерландия. В Англия републиката е поставена под въпрос след смъртта на Оливър Кромуел (септември 1658). Генерал Джордж Монк овладява ситуацията и започва да действа за възстановяване на монархията. Когато агенти на Чарлз се свързват с него, той го съветва да отиде в град Бреда, в Обединените провинции (на протестантска територия). Съветва го също да подготви документ, с който да покаже, че няма да търси отмъщение към всички, участвали в Английската революция. С помощта на тримата си най-близки сътрудници сър Едуард Хайд, Джеймс Бътлър и сър Едуард Никълъс бъдещият крал подготвя документа.

## Изпълнение
Преценката на историците доколко Чарлз изпълнява обещанията си зависи от политическите им виждания. Всички признават, че неговото управление е по-толерантно от това на баща му, но също - че престъпва някои от обещанията си. Отнетите земи на короната постепенно са върнати под властта ѝ, често срещу компенсация, плащана от данъците. Религиозната свобода също не е спазена напълно - т. нар. Кавалерски парламент приема Закона на Кларендън, който ограничава правата на католиците и пуританите за сметка на англиканите. Що се отнася до отмъщението спрямо участниците в революцията, само 13 участници в присъдата срещу Чарлз І са екзекутирани, а други 25 - хвърлени в затвора доживот. Още трима отнасят различни присъди по други обвинения. Телата на Кромуел и Аертън са изровени и поругани. Но спрямо всички останали не са предприети никакви действия.